# タダスケ
タダスケ（1986年1月13日 - ）は、日本のプロレスラー。本名：吉田 忠輔 （よしだ ただすけ）。ユニットはTEAM 2000Xに所属している

## 経歴
- 2004年6月、闘龍門の15期生として入門。同期には鷹木信悟、B×Bハルク、戸澤陽、大野勇樹などがいる。しかしDRAGON GATEとの分裂から練習生を減らすため、デビューまでいかず退寮となった。
- 2007年4月29日、大阪プロレスデルフィンアリーナ大会の対ツバサ戦でデビュー。
- 2014年2月23日、大阪プロレスを退団。
- 2017年9月3日、プロレスリング・ノアに入団[1]。

## 得意技
アウトキャスト
アルゼンチンバックブリーカーの体勢で相手を担ぎ上げから上半身を左方向に270°水平に旋回させて相手の身体を旋回させながら胴体に腕を掛け両膝を着いて相手の背中を叩きつける。
グッドルッキングパイルドライバー
エルモシージョやCR Ⅲと同型。相手の両腕を背中に折り曲げた状態で自身の上半身に密着させてから放つパイルドライバー。元々はサイコキラーの名称で使用しておりノア参戦以降は封印していたがGLG加入後にフィニッシャーとして再び使い始め技名も上記の通りに変更した。
チンギー
相手をリバースDDTの体勢から、相手の胸板に目掛けて右腕を叩きつけながら尻もちをつき、相手の後頭部を自分の両足の間に叩きつける。
ハイアングルチンギー
オービートライス
ハリケーンドライバーと同型。
新型オービートライス
ボーンクラッシャー
ICE-T
アイスキューブ
コウジクラッチと同型。
土星の輪固め
羽根折り脇固めと同型。
スリーピーホロウ
go 2 sleepy hollowと同型。
地団駄ラリアット
若手との試合やローリングエルボーを狙った相手にカウンターで決めるなどフィニッシュになることも多い。
2PAC
四つん這いになった相手を上から横十字固めで抑える技。この技で数々の強豪からも3カウントを奪っている。
ベルティゴ式牛殺し
ビリーケン・キッドが使うベルティゴの体勢から落とす際に相手の後頭部を自身の膝に叩きつける変形の牛殺し。
冬木スペシャル
冬木弘道の使用していた技。形としてはストレッチプラムとほぼ同じ。

## 入場曲
- 20世紀狂詩曲（聖飢魔II）
- THE OUT CAST（中村"Anija"隆宏）

## タイトル歴
プロレスリング・ノア
- GHCジュニアヘビー級タッグ王座（第37、56、59代）（パートナーは原田大輔→YO-HEY）

大阪プロレス
- 大阪プロレス王座（第29代）
- 大阪プロレスタッグ王座（第29代、第32代、33代）（パートナーはヲロチ→HAYATA→三原一晃）
- 大阪プロレスバトルロイヤル王座（第32代）
- 天王山優勝（2016年）
- 大阪タッグフェスティバル優勝（2012年）（パートナーはHAYATA）

CHIKARA
- ヤングライオンズカップ優勝（2011年）

アパッチプロレス軍
- WEWタッグ王座（第18代）（パートナーは橋本友彦）